# تولیو دمیچلی
تولیو دمیچلی (اسپانیایی: Tulio Demicheli‎؛ ‏ ۱۵ سپتامبر ۱۹۱۴ – ۲۵ مهٔ ۱۹۹۲) کارگردان فیلم، فیلم‌نامه‌نویس، تهیه‌کننده فیلم و تدوین‌گر آرژانتینی‌الاصل اهل اسپانیا بود.
از فیلم‌هایی که وی در آن‌ها نقش داشته‌است، می‌توان به جاسوسی در لیسبون، مردی با چهره عجیب به‌دنبال توست تا تو را بکشد و بخش اورژانس اشاره نمود.